# Körborn
Körborn ist eine Ortsgemeinde im Landkreis Kusel in Rheinland-Pfalz. Sie gehört der Verbandsgemeinde Kusel-Altenglan an.

## Geschichte
Der Ortsname leitet sich von romanisch corbāria ab, ein Ort, an dem sich die Raben aufhalten. Körborn wurde im Jahr 1270 als Cuberin erstmals urkundlich erwähnt. Zusammen mit Ruthweiler und Thallichtenberg gehörte es lange zur Burg Lichtenberg.

## Politik

### Bürgermeister
Marcel Müller ist seit dem 25. November 2019 Ortsbürgermeister von Körborn.
Da bei der Direktwahl am 26. Mai 2019 kein Bewerber angetreten war, oblag die Neuwahl bereits im Sommer des Jahres dem Rat. Dieser entschied sich bei seiner konstituierenden Sitzung im Juni 2019 für Hartmut Krökel, der allerdings nach nur wenigen Wochen aus persönlichen Gründen sein Amt zum 31. August 2019 niederlegte. Krökels Vorgänger war Reiner Schultheiß.
Von 1945 bis 1960 war das KPD-Mitglied Rudolf Dick Bürgermeister. 1969 wurde das DKP-Mitglied Werner Jung zum Bürgermeister gewählt.

### Wappen
Die Blasonierung des Wappens lautet: „In Silber auf grünem Grund eine von goldenen Ständern gestützte, grüne Linde.“

## Wirtschaft und Infrastruktur
Im Süden verläuft die A 62. In Kusel ist ein Bahnhof der Bahnstrecke Landstuhl–Kusel.